# امی شینوهارا
امی شینوهارا (انگلیسی: Emi Shinohara) (۸ اوت ۱۹۶۳ – ۸ سپتامبر ۲۰۲۴) صداپیشه و بازیگر اهل ژاپن بود.
شینوهارا در ۸ سپتامبر ۲۰۲۴ و در ۶۱ سالگی درگذشت.